# Pucará de La Compañía

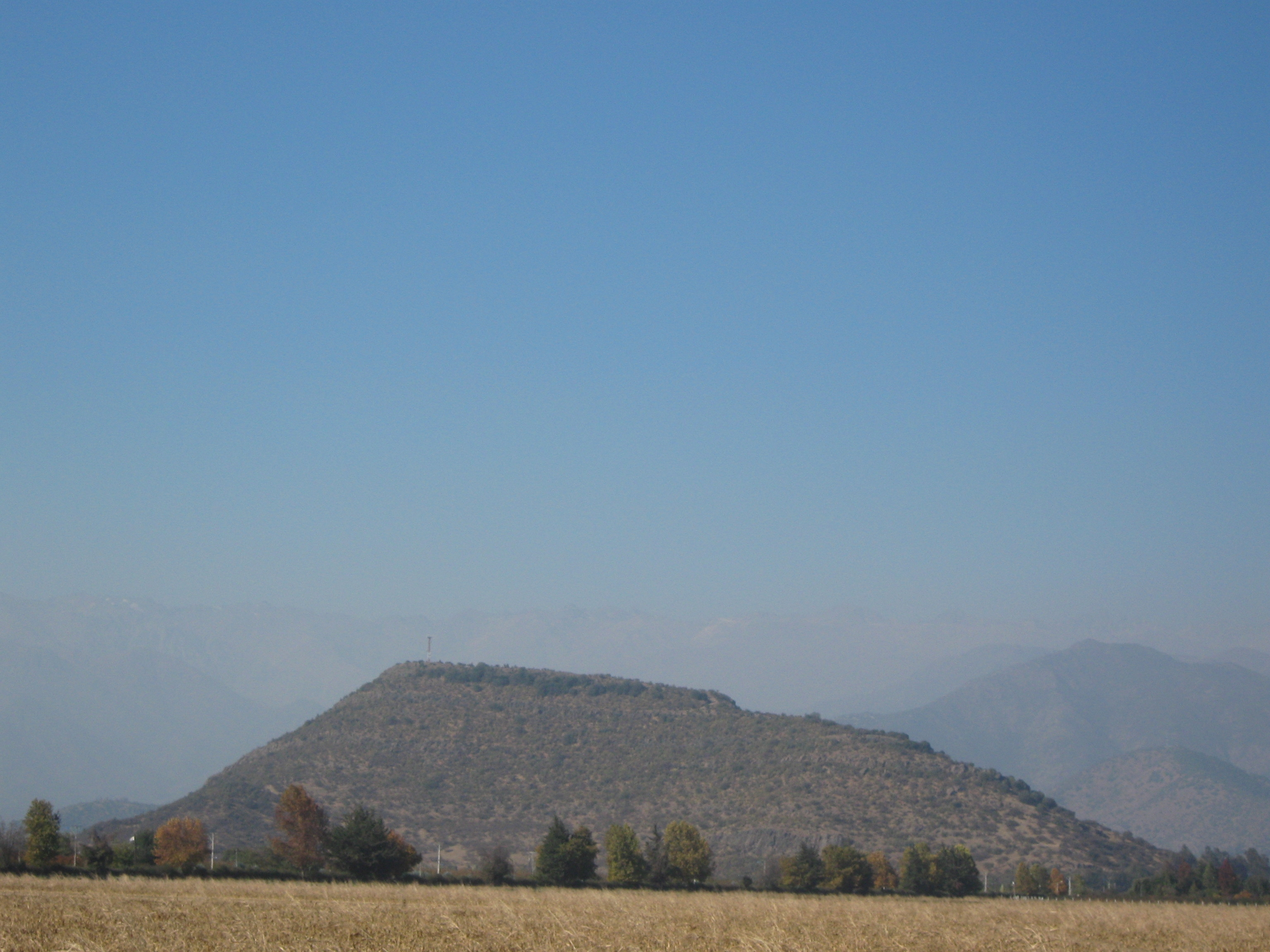
Cerro Grande de la Compañía

El pucará del cerro Grande de La Compañía es una fortaleza promaucae, posteriormente utilizada por los incas, ubicada en la comuna de Graneros, región del Libertador General Bernardo O'Higgins, Chile.Es una de las construcciones incaicas más australes conservadas, junto con el Pucará del Cerro La Muralla en la comuna de San Vicente de Tagua Tagua.
Actualmente es un monumento histórico de Chile.

## Historia

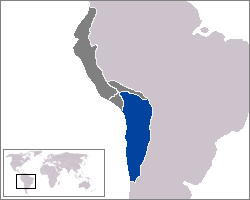
Límites del Collasuyo, el suyu inca donde se ubicó el pucará.

Se pueden identificar tres momentos de ocupación histórica del pucará:
1. Entre los siglos XIV y XV, de acuerdo a la datación arqueológica, se habría utilizado el cerro, con fines que parecen relacionarse con la resistencia de la población local, promaucaes o picunches, a la invasión inca.
2. La mayor parte de las estructuras y restos corresponde a la ocupación inca del cerro, en el siglo XV y principios del XVI.
3. Nuevamente la población indígena local dio su último uso a la fortaleza, tratando de resistirse a la conquista española. Las noticias documentales de este suceso que aparecen en las antiguas crónicas fueron las que guiaron a los arqueólogos y permitieron reubicar el pucará en años recientes.[3]

## Arquitectura

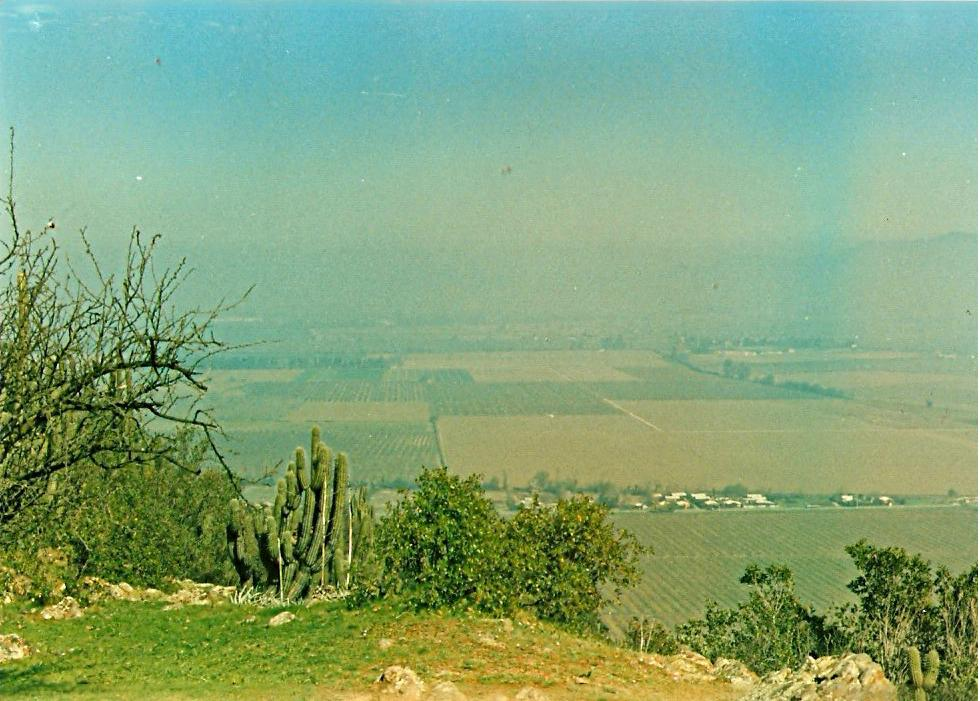
Vista desde el Cerro Grande de La Compañía

### Descripción
Los vestigios del pucará consisten en las bases de 7 estructuras de planta circular, una construcción mayor y otras edificaciones anexas que pueden ser sitios de vigilancia. La cumbre plana del cerro está rodeada, además, de muros defensivos perimetrales.

### Situación actual
El pucará del Cerro Grande de La Compañía fue declarado Monumento Histórico por el Decreto n.º 119 del 11 de marzo de 1992. Pese a ello, estos restos no tienen un acceso turístico adecuado, ningún control y cuidado por parte de las autoridades.
Una actitud que denota el poco respeto por el patrimonio arqueológico del pucará es la existencia de una gran antena de telefonía celular en uno de los extremos de la cumbre del cerro. Los trabajos de instalación de esta estructura, realizados en 1997, incluyeron un camino y movimientos de tierra, que destruyeron cuatro metros de un muro defensivo.